# Chixdiggit
Chixdiggit est un groupe de punk rock de Calgary, au Canada. Le groupe est conçu lorsque ses membres sont encore au lycée en 1990.

## Biographie
Le groupe est formé par K.J. Jansen, Mark O'Flaherty et Mike Eggermont dans le but de vendre des t-shirts Chixdiggit. Finalement, leurs t-shirts se vendent et permet au groupe d'acheter une batterie. Officiellement, le groupe est formé en 1991 et commence à jouer en concert en 1992. Cependant, ils n'en jouent qu'un petit nombre et décident de se consacrer aux répétitions. En 1993, le groupe joue régulièrement à Calgary. En 1996, Chixdiggit signe au label Sub Pop. Ils y publient leur premier album, éponyme, mais ne restent qu'un court instant au label. Le groupe décide de s'en séparer, pendant qu'ils ne répondaient pas aux critères du label. Chixdiggit tournera à l'échelle internationale. Puis ils signent avec Honest Don's Records, une branche de Fat Wreck Chords à San Francisco.
Après la sortie de From Scene to Shining Scene, le groupe se met en pause et revient en 2003 et en 2005, le groupe commence à écrire un quatrième album, Pink Razors. Il est publié le 19 avril 2005 chez Fat Wreck Chords en Amérique du Nord, et chez Bad Taste Records en Europe.

## Discographie
- 1993 : Humped (indépendant)
- 1995 : Best Hung Carrot (Lance Rock Records) 7inches
- 1996 : Shadowy Bangers from a Shadowy Duplex (Sub Pop Records) 7inches
- 1996 : Chixdiggit! (Sub Pop Records)
- 1997 : Chupa Cabra (Honest Don's Records) 7inches
- 1997 : Born on the First of July (Honest Don's Records)
- 1998 : Chronic for the Troops (split avec Groovie Ghoulies) (Delmonico Records)
- 1999 : Best Hung Carrot and Other Songs (Delmonico Records)
- 2000 : From Scene to Shining Scene (Honest Don's Records)
- 2000 : Best Hung Carrot in the Fridge (Rock And Roll Inc.) 10inches
- 2005 : Pink Razors (Fat Wreck Chords)
- 2007 : Chixdiggit II (Fat Wreck Chords)